# だいせん (巡視船)
「だいせん」（Daisen）は、海上保安庁のヘリコプター1機搭載型巡視船。つがる型巡視船の9番船にあたり、PLH-10の記号・番号を付されている。船名は大山に由来する。
本記事は、本船の船暦について主に取り扱っているため、性能や装備等の概要についてはつがる型巡視船を参照されたい。

## 船歴
2001年10月1日に竣工して、境海上保安部（第八管区）に配属された。
2008年3月30日、第八管区舞鶴海上保安部に配属替えされた。
東日本大震災では災害対応のため現地に派遣、捜索救難などを実施。海上自衛隊やアメリカ海軍などとも共同して活動した。

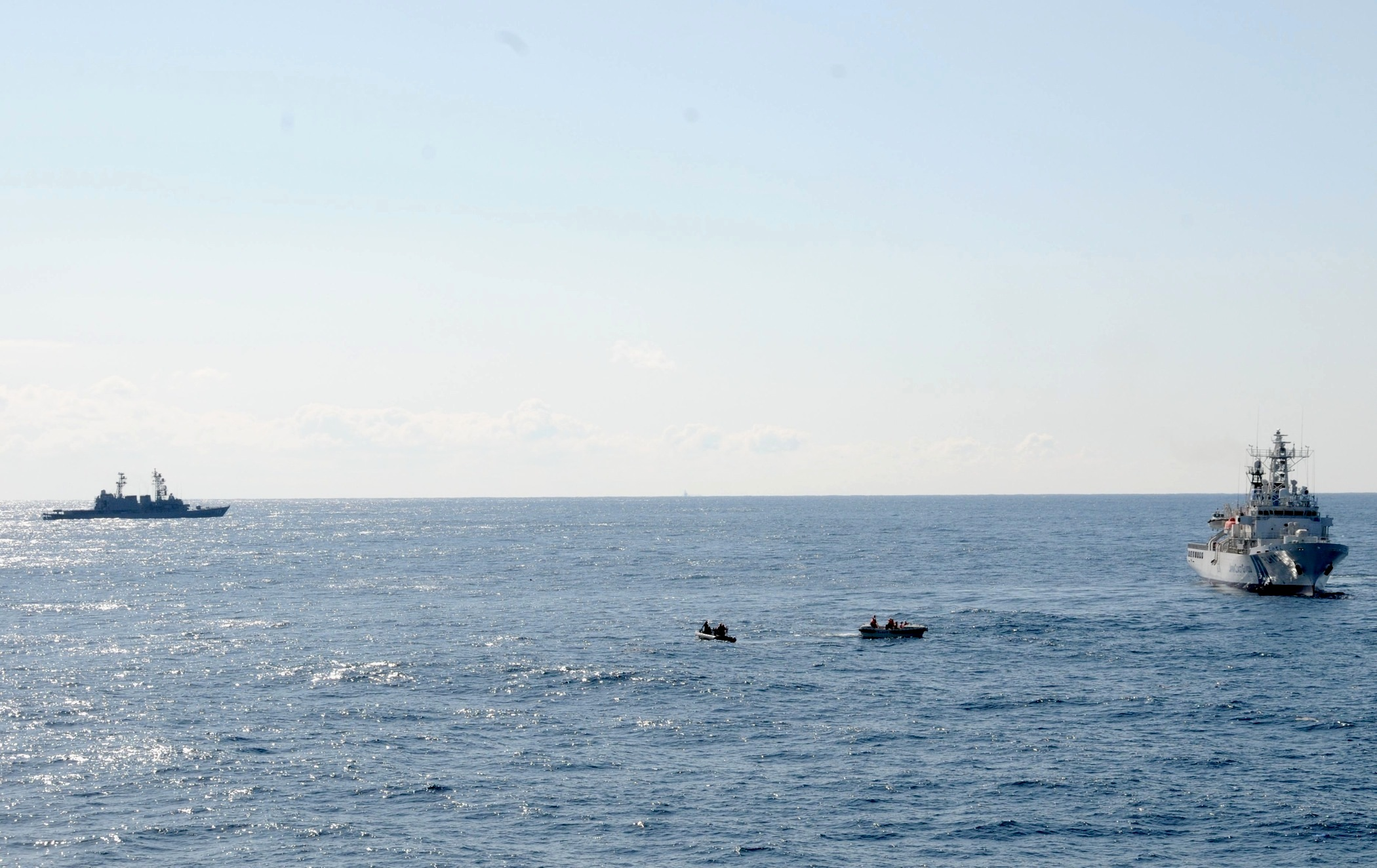
東日本大震災で海自・米海軍との共同活動を行う「だいせん」。左手後方は海自のあさぎり型護衛艦、手前中央左側のボートは米海軍駆逐艦「フィッツジェラルド」の搭載艇。

## 搭載機の変遷
| 機種               | 機番  | 愛称         | 配属期間                      | 備考 |
| ------------------ | ----- | ------------ | ----------------------------- | ---- |
| ベル 212           | MH617 | こはくちょう | 2001年10月16日－2015年10月9日 |      |
| シコルスキー S-76D | MH914 | まいづる     | 2015年6月30日－               |      |

## ギャラリー

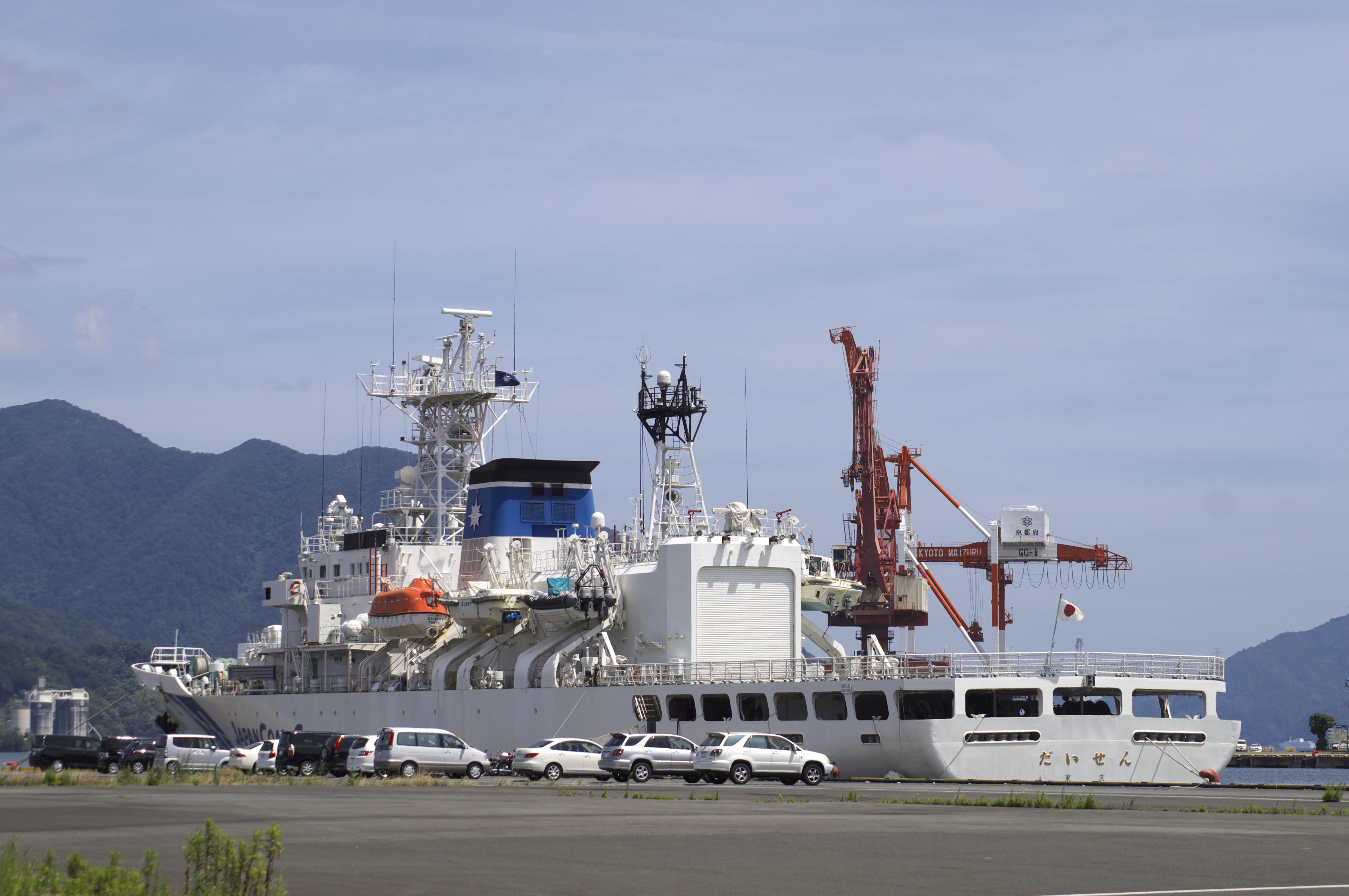
後方から
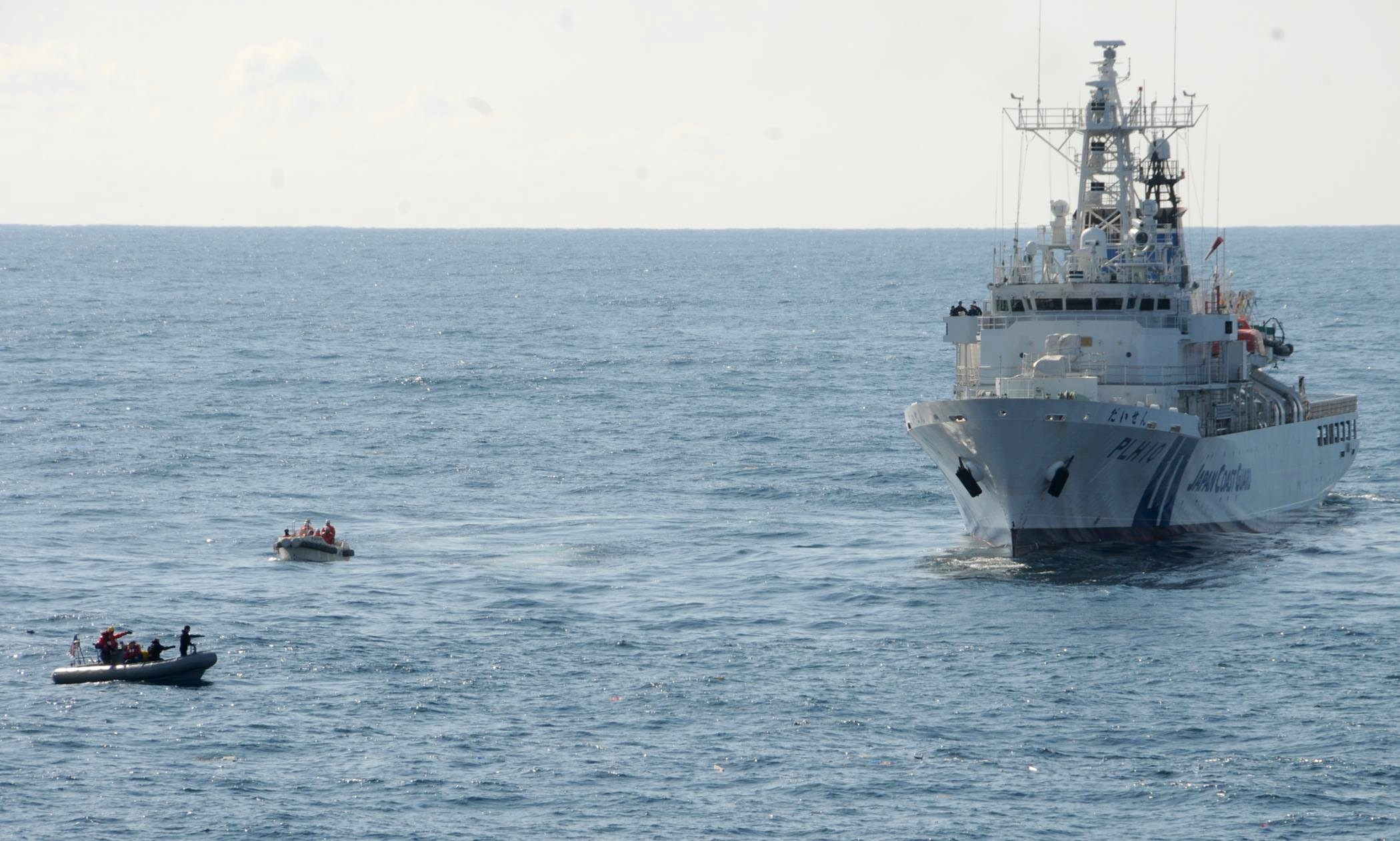
東日本大震災での活動。最左側のボートは米海軍駆逐艦「フィッツジェラルド」の搭載艇、その右側奥は「だいせん」の高速警備救難艇。